# Караваев, Михаил Николаевич (ботаник)
Михаи́л Никола́евич Карава́ев (1903—1992) — советский геоботаник, палеоботаник, флорист и систематик, кандидат биологических наук (1946).

## Биография
Родился в городе Троки (Тракай) 2 февраля 1903 года. Учился в школе в городе Серпейска. В 1927 году поступил в Московский государственный университет, окончил его в 1931 году по специальности геоботаники. Среди учителей Михаила Николаевича были В. В. Алёхин, М. И. Голенкин, К. И. Мейер, Л. И. Курсанов, П. А. Смирнов. Принимал участие в экспедициях Лугового института (ВНИИ кормов) под руководством А. Я. Бронзова, Р. А. Еленевского, Т. А. Работнова.
До 1937 года Караваев работал во ВНИИ эфирномасличной промышленности, занимался исследованием растений, являющихся источниками эфирных масел, ездил на экспедиции в Казахстан, Хакасию, на Алтай. В частности, обнаружил высокое содержание эвгенола в корнях колюрии гравилатовидной. Результаты этого исследования он обобщил в монографии «Колюрия — новый эфиронос Советской Азии» (1938), в 1946 году ставшей его диссертацией на соискание степени кандидата биологических наук.
С 1938 года Михаил Николаевич изучал растительный покров Якутии. С 1939 по 1945 год преподавал в Якутском педагогическом институте, в 1943 году стал деканом естественного факультета. В 1947—1951 годах являлся старшим научным сотрудником Якутской базы АН СССР, в 1951—1954 годах находился в Якутской комплексной экспедиции Совета по изучению производительных сил Академии наук СССР. Помимо публикаций по геоботанике Якутии, писал статьи по палеоботанике.
Вернувшись в МГУ, М. Н. Караваев стал изучать историю ботаники, занялся проверкой и исследованием гербарных образцов, хранившихся в университете, начал печатать статьи о первых ботанических садах Москвы. С 1954 по 1963 год Караваев работал заведующим гербарием МГУ.
Михаил Николаевич Караваев скончался 9 января 1992 года.

## Некоторые научные публикации
- Караваев М.Н. Колюрия Coluria geoides (Pall.) Ledeb. — новый эфиронос Советской Азии. Материалы по систематике, географии и экологии // Труды Всесоюзного НИИ эфирномасличной промышленности. — Пушкино, 1938. — Вып. 4: Источники эвгенола в СССР. — С. 34—115.
- Караваев М.Н. Конспект флоры Якутии. — М.—Л.: Изд-во АН СССР, 1958. — 189 с.
- Караваев М.Н., Скрябин С.З. Растительный мир Якутии. — Якутск, 1971. — 127 с.
- Скрябин С.З., Караваев М.Н. Зелёный покров Якутии. — Якутск, 1991. — 172 с.

## Виды растений, названные в честь М. Н. Караваева
- Artemisia karavajevii Leonova, 1971 — Полынь Караваева
- Eritrichium karavaevii Ovczinnikova, 2001 — Незабудочник Караваева
- Festuca karavaevii E.B.Alexeev, 1979 — Овсяница Караваева
- Koeleria karavajevii Govor., 1971 — Тонконог Караваева
- Oxytropis karavaevii Jurtzev, 1977 — Остролодочник Караваева
- Thymus karavaevii Doronkin, 1997 — Тимьян Караваева